# Jewgienij Brusiłowski
Jewgienij Grigorjewicz Brusiłowski (ros. Евгений Григорьевич Брусиловский; ur. 30 października?/12 listopada 1905 w Rostowie nad Donem, zm. 9 maja 1981 w Moskwie) – rosyjski kompozytor i pedagog osiadły w Kazachstanie. Twórca pierwszej opery kazachskiej oraz pierwszego hymnu Kazachstanu.

## Życiorys
Studiował w klasie fortepianu Konserwatorium Moskiewskim, a następnie w Leningradzkim w klasie kompozycji Maksimiliana Sztajnberga.
W 1933 został wysłany przez Leningradzki Związek Kompozytorów do Ałma-Aty, aby studiować kazachski folklor muzyczny. W Kazachstanie został przez resztę życia, stając się jedną z kilku najważniejszych postaci tamtejszego życia muzycznego, obok Jerkegalego Rachmadijewa, Baktyżana Bajkadamowa oraz Sydyka Muchamedżanowa.
Był Dyrektorem Muzycznym Kazachskiego Teatru Narodowego (1934–1936) oraz Filharmonii w Ałma-Acie (1949–1951). Od 1944 roku wykładał w Konserwatorium Kurmanghazy w Ałma-Acie, otrzymując w 1955 tytuł profesorski tej uczelni. Do jego uczniów należą Aleksandr Zacepin, Mukan Tölebajew, Łatif Chamidi, Jerkegali Rachmadijew, Bakytżan Bajkadamow, Sydyk Muchamedżanow.
W latach 1948–1953 był prezesem Unii Kompozytorów Kazachskich.

## Nagrody
- Ludowy Artysta Kazachskiej SRR (1936)
- Laureat Nagrody Stalinowskiej II stopnia (1948) za balet Związek Kazachstanu
- Nagroda Związku Kazachstanu za Symfonię Kurmangazy (1967)

## Upamiętnienia
Imię kompozytora noszą ulice w Ałmaty, Astanie i Pietropawłowsku.

## Twórczość
Dziełem jego życia stała się kolekcja nagrań muzyki tradycyjnej: przeszło 250 pieśni ludowych i utworów instrumentalnych. Ważną część nagrań stanowią pieśni instrumentalne zwane küj, które są dziedzictwem narodu kazachskiego. W nagraniach uwieczniono wybitnych wirtuozów gry na lutni komuz i na dombrze.
Brusiłowski jest twórcą pierwszej opery kazachskiej oraz pierwszych kazachskich utworów symfonicznych. Jest także autorem, wraz z (Mukanem Tölebajewem i Łatifem Chamidim), hymnu Kazachstanu z lat 1945–1992 a samodzielnie twórcą hymnu z lat 1992–2006.

## Kompozycje
- 9 oper
  - 1934 – ‘Kyz Żibek’
  - 1935 – ‘Żałbyr’
  - 1936 – ‘Jer Targyn’
  - 1938 – ‘Ajman-Szołpan’
  - 1940 – ‘Zołotoje zierno’
  - 1942 – 'Gwardija, wpieriod!'

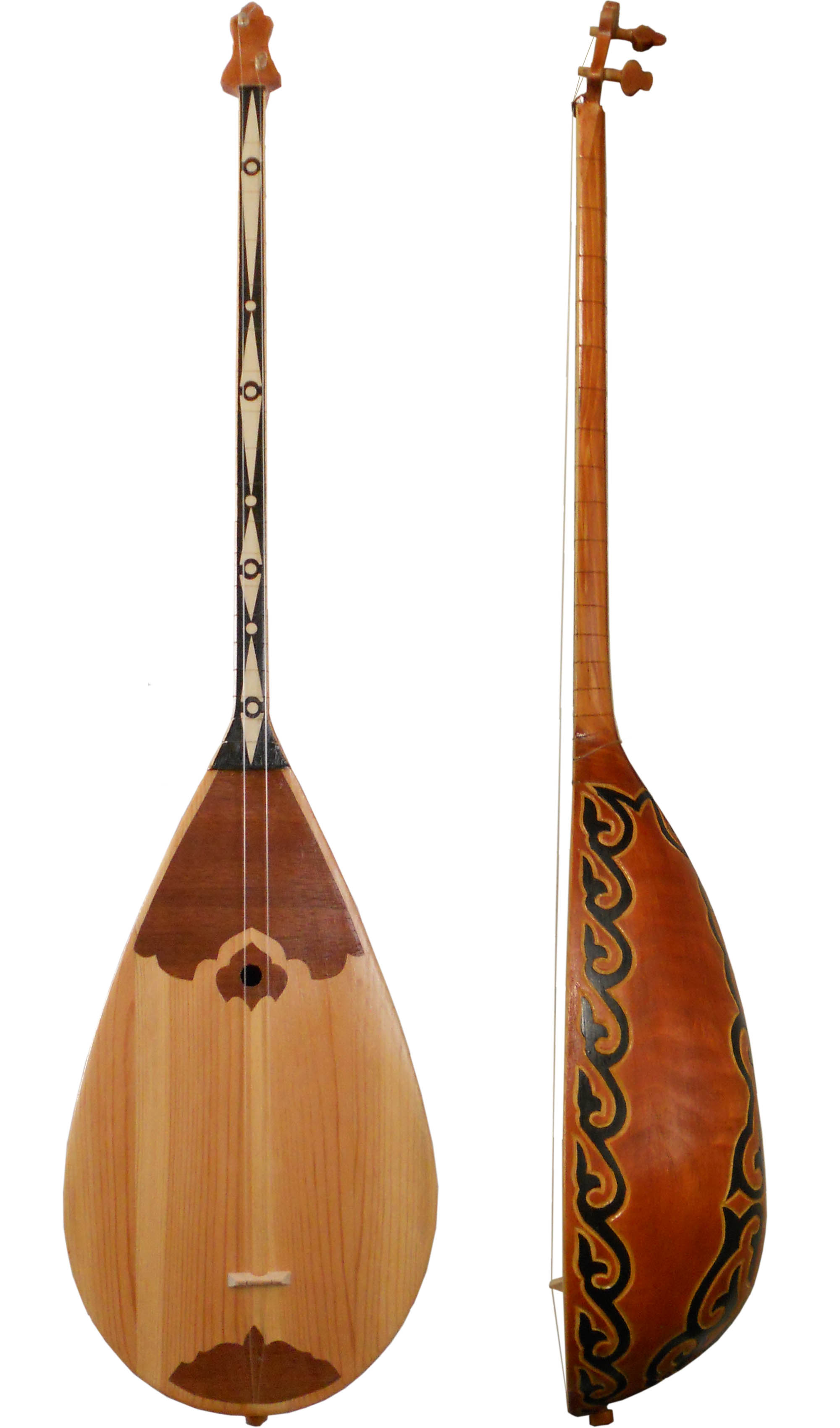
Kazachska dombra

  - 1945 – ‘Amankeldy’ (współautor M. Tölebajew)
  - 1953 – ‘Dudaraj’
  - 1962 – ‘Nasledniki’
- 4 balety, m.in. 'Kozy Körpesz – Bajan Sułu’ (1967)
- 9 symfonii
- koncert fortepianowy
- utwory chóralne
- 500 pieśni i romansów